# František Žemlička (politik)
František Žemlička (12. listopadu 1867 Sobotka – 10. května 1945 Jindřichův Hradec) byl rakouský politik české národnosti z Čech, na počátku 20. století poslanec Říšské rady.

## Biografie
Pocházel z rodiny kloboučníka. Vystudoval gymnázium v Mladé Boleslavi a českou univerzitu v Praze. Sloužil jako jednoroční dobrovolník v armádě v posádkové lékárně č. 12 v Josefově. Profesí byl drogistou v Jindřichově Hradci. Politicky se angažoval v České straně národně sociální. Byl členem obecního zastupitelstva v Jindřichově Hradci a pokladníkem tamního živnostenského spolku.
Působil i jako poslanec Říšské rady (celostátního parlamentu Předlitavska), kam usedl ve volbách do Říšské rady roku 1907, konaných poprvé podle všeobecného a rovného volebního práva. Byl zvolen za obvod Čechy 029. Po volbách roku 1907 usedl do poslaneckého klubu Sjednocení českých národně sociálních, radikálně pokrokových a státoprávních poslanců.